# Wasdow
Wasdow este o comună din landul Mecklenburg - Pomerania Inferioară, Germania.